# Französische Rugby-Union-Meisterschaft 1946/47
Die Saison 1946/47 war die 48. Austragung der französischen Rugby-Union-Meisterschaft (französisch Championnat de France de rugby à XV). Sie umfasste 64 Mannschaften in der ersten Division (heutige Top 14).
Basierend auf den Ergebnissen der vorherigen Saison wurden die Mannschaften in zwei gleich große Stärkeklassen eingeteilt. Die 32 besten Mannschaften trafen in der ersten Gruppenphase in acht Gruppen mit je vier Mannschaften aufeinander. Dabei qualifizierten sich die Erst- bis Drittplatzierten direkt für die dritte Gruppenphase und spielten in der zweiten Gruppenphase lediglich mit, um sich eine bessere Ausgangslage zu schaffen. Die Viertplatzierten spielten ebenfalls in der zweiten Gruppenphase. Die untere Stärkeklasse umfasste weitere acht Gruppen mit je vier Mannschaften. Hier qualifizierten sich jeweils die drei besten für die zweite Gruppenphase, während die Viertplatzierten ausschieden.
In der zweiten Gruppenphase gab es acht Gruppen mit je drei Mannschaften aus der oberen Stärkeklasse sowie acht Gruppen mit je vier Mannschaften aus der unteren Stärkeklasse. In letzteren qualifizierten sich die Erstplatzierten für die dritte Gruppenphase. Nun wurden die verbliebenen 32 Mannschaften in acht Vierergruppen aufgeteilt, bei denen die Erst- und Zweitplatzierten in die Finalrunde einzogen. Es folgten Achtel-, Viertel- und Halbfinale. Im Endspiel, das am 13. April 1947 im Stade des Ponts-Jumeaux in Toulouse stattfand, trafen die zwei Halbfinalsieger aufeinander und spielten um den Bouclier de Brennus. Dabei setzte sich Stade Toulousain gegen die SU Agen durch und errang zum siebten Mal den Meistertitel.

## Erste Gruppenphase

### Obere Stärkeklasse
|    | Team             | Siege | Unent. | Ndlg. | Spiel- punkte | Diff. | Tabellen- punkte |
| -- | ---------------- | ----- | ------ | ----- | ------------- | ----- | ---------------- |
| 1. | Section Paloise  | 3     | 0      | 0     | 15:6          | + 9   | 9                |
| 2. | UMS Montélimar   | 1     | 0      | 2     | 18:14         | + 4   | 5                |
| 3. | Aviron Bayonnais | 1     | 0      | 2     | 8:9           | − 1   | 5                |
| 4. | US Tyrosse       | 1     | 0      | 2     | 6:18          | − 12  | 5                |

|    | Team              | Siege | Unent. | Ndlg. | Spiel- punkte | Diff. | Tabellen- punkte |
| -- | ----------------- | ----- | ------ | ----- | ------------- | ----- | ---------------- |
| 1. | Stade Toulousain  | 3     | 0      | 0     | 36:6          | + 30  | 9                |
| 2. | AS Soustons       | 1     | 1      | 1     | 12:15         | − 3   | 6                |
| 3. | Castres Olympique | 0     | 2      | 1     | 3:18          | − 15  | 5                |
| 4. | UA Gujan-Mestras  | 0     | 1      | 2     | 8:20          | − 12  | 4                |

|    | Team        | Siege | Unent. | Ndlg. | Spiel- punkte | Diff. | Tabellen- punkte |
| -- | ----------- | ----- | ------ | ----- | ------------- | ----- | ---------------- |
| 1. | SU Agen     | 3     | 0      | 0     | 38:15         | + 23  | 9                |
| 2. | CA Bègles   | 2     | 0      | 1     | 29:17         | + 12  | 7                |
| 3. | US Romans   | 1     | 0      | 2     | 12:29         | − 17  | 5                |
| 4. | US Marmande | 0     | 0      | 3     | 10:28         | − 18  | 3                |

|    | Team               | Siege | Unent. | Ndlg. | Spiel- punkte | Diff. | Tabellen- punkte |
| -- | ------------------ | ----- | ------ | ----- | ------------- | ----- | ---------------- |
| 1. | US Cognac          | 3     | 0      | 0     | 34:11         | + 23  | 9                |
| 2. | Biarritz Olympique | 2     | 0      | 1     | 27:13         | + 14  | 7                |
| 3. | RC Vichy           | 1     | 0      | 2     | 15:20         | − 5   | 5                |
| 4. | FC Grenoble        | 0     | 0      | 3     | 9:41          | − 32  | 3                |

|    | Team               | Siege | Unent. | Ndlg. | Spiel- punkte | Diff. | Tabellen- punkte |
| -- | ------------------ | ----- | ------ | ----- | ------------- | ----- | ---------------- |
| 1. | USA Perpignan      | 3     | 0      | 0     | 47:15         | + 32  | 9                |
| 2. | Lyon OU            | ?     | ?      | ?     | ?:?           | ?     | ?                |
| 3. | Stadoceste Tarbais | ?     | ?      | ?     | ?:?           | ?     | ?                |
| 4. | CASG Paris         | ?     | ?      | ?     | ?:?           | ?     | ?                |

|    | Team                  | Siege | Unent. | Ndlg. | Spiel- punkte | Diff. | Tabellen- punkte |
| -- | --------------------- | ----- | ------ | ----- | ------------- | ----- | ---------------- |
| 1. | FC Lourdes            | 3     | 0      | 0     | 35:8          | + 27  | 9                |
| 2. | SC Angoulême          | 1     | 1      | 1     | 15:14         | + 1   | 6                |
| 3. | Racing Club de France | 0     | 2      | 1     | 11:20         | − 9   | 5                |
| 4. | RC Narbonne           | 0     | 1      | 2     | 6:25          | − 19  | 4                |

|    | Team                  | Siege | Unent. | Ndlg. | Spiel- punkte | Diff. | Tabellen- punkte |
| -- | --------------------- | ----- | ------ | ----- | ------------- | ----- | ---------------- |
| 1. | RC Toulon             | 3     | 0      | 0     | 47:3          | + 44  | 9                |
| 2. | Paris Université Club | 2     | 0      | 1     | 25:15         | + 10  | 7                |
| 3. | Stade Bordelais       | 1     | 0      | 2     | 9:26          | − 17  | 5                |
| 4. | US Bressane           | 0     | 0      | 3     | 9:46          | − 37  | 3                |

|    | Team              | Siege | Unent. | Ndlg. | Spiel- punkte | Diff. | Tabellen- punkte |
| -- | ----------------- | ----- | ------ | ----- | ------------- | ----- | ---------------- |
| 1. | CS Vienne         | 2     | 0      | 1     | 16:6          | + 10  | 7                |
| 2. | AS Montferrand    | 2     | 0      | 1     | 17:13         | + 4   | 7                |
| 3. | US Montauban      | 1     | 0      | 2     | 9:10          | − 1   | 5                |
| 4. | Stade Aurillacois | 1     | 0      | 2     | 6:19          | − 13  | 5                |

### Untere Stärkeklasse
|    | Team       | Siege | Unent. | Ndlg. | Spiel- punkte | Diff. | Tabellen- punkte |
| -- | ---------- | ----- | ------ | ----- | ------------- | ----- | ---------------- |
| 1. | SO Millau  | 2     | 0      | 1     | 32:21         | + 11  | 7                |
| 2. | SC Mazamet | 2     | 0      | 1     | 38:28         | + 10  | 7                |
| 3. | SC Tulle   | 2     | 0      | 1     | 25:29         | − 4   | 7                |
| 4. | SC Béziers | 0     | 0      | 3     | 21:38         | − 17  | 3                |

|    | Team                | Siege | Unent. | Ndlg. | Spiel- punkte | Diff. | Tabellen- punkte |
| -- | ------------------- | ----- | ------ | ----- | ------------- | ----- | ---------------- |
| 1. | CA Brive            | 3     | 0      | 0     | 41:8          | + 33  | 9                |
| 2. | Stade Niortais      | 1     | 1      | 1     | 20:23         | − 3   | 6                |
| 3. | Stade Montluçonnais | 1     | 1      | 1     | 19:28         | − 9   | 6                |
| 4. | Vélo Sport Chartres | 0     | 0      | 3     | 8:29          | − 21  | 3                |

|    | Team          | Siege | Unent. | Ndlg. | Spiel- punkte | Diff. | Tabellen- punkte |
| -- | ------------- | ----- | ------ | ----- | ------------- | ----- | ---------------- |
| 1. | US Dax        | 2     | 1      | 0     | 24:3          | + 21  | 8                |
| 2. | US Carmaux    | 2     | 0      | 1     | 19:24         | − 5   | 7                |
| 3. | FC Oloron     | 1     | 1      | 1     | 17:6          | + 11  | 6                |
| 4. | CA Lannemezan | 0     | 0      | 3     | 3:30          | − 27  | 3                |

|    | Team            | Siege | Unent. | Ndlg. | Spiel- punkte | Diff. | Tabellen- punkte |
| -- | --------------- | ----- | ------ | ----- | ------------- | ----- | ---------------- |
| 1. | USA Limoges     | 2     | 0      | 1     | 44:4          | + 40  | 7                |
| 2. | Stade Dijonnais | 2     | 0      | 1     | 27:9          | + 18  | 7                |
| 3. | US Oyonnax      | 2     | 0      | 1     | 24:15         | + 9   | 7                |
| 4. | Saint-Denis US  | 0     | 0      | 3     | 6:73          | − 67  | 3                |

|    | Team            | Siege | Unent. | Ndlg. | Spiel- punkte | Diff. | Tabellen- punkte |
| -- | --------------- | ----- | ------ | ----- | ------------- | ----- | ---------------- |
| 1. | Saint-Girons SC | 3     | 0      | 0     | 25:9          | + 16  | 9                |
| 2. | Stade Français  | 2     | 0      | 1     | 14:11         | + 3   | 7                |
| 3. | AS Béziers      | 1     | 0      | 2     | 19:12         | + 7   | 5                |
| 4. | CA Périgueux    | 0     | 0      | 3     | 20:46         | − 26  | 3                |

|    | Team          | Siege | Unent. | Ndlg. | Spiel- punkte | Diff. | Tabellen- punkte |
| -- | ------------- | ----- | ------ | ----- | ------------- | ----- | ---------------- |
| 1. | Stade Montois | 3     | 0      | 0     | 34:3          | + 31  | 9                |
| 2. | UA Libourne   | 2     | 0      | 1     | 18:15         | + 3   | 7                |
| 3. | Stade Nantais | 1     | 0      | 2     | 16:13         | + 3   | 5                |
| 4. | US Métro      | 0     | 0      | 3     | 7:44          | − 37  | 3                |

|    | Team               | Siege | Unent. | Ndlg. | Spiel- punkte | Diff. | Tabellen- punkte |
| -- | ------------------ | ----- | ------ | ----- | ------------- | ----- | ---------------- |
| 1. | AS Roanne          | 2     | 1      | 0     | 27:6          | + 21  | 8                |
| 2. | Red Star Olympique | 2     | 0      | 1     | 32:26         | + 6   | 7                |
| 3. | US Bergerac        | 1     | 1      | 1     | 25:36         | − 11  | 6                |
| 4. | CO Le Creusot      | 0     | 0      | 3     | 16:32         | − 16  | 3                |

|    | Team                 | Siege | Unent. | Ndlg. | Spiel- punkte | Diff. | Tabellen- punkte |
| -- | -------------------- | ----- | ------ | ----- | ------------- | ----- | ---------------- |
| 1. | ASPTT Paris          | 2     | 0      | 1     | 14:23         | − 9   | 7                |
| 2. | Saint-Jean-de-Luz OR | 1     | 1      | 1     | 30:20         | + 10  | 6                |
| 3. | US Fumel Libos       | 1     | 1      | 1     | 13:11         | + 2   | 6                |
| 4. | Boucau Stade         | 0     | 2      | 1     | 9:12          | − 3   | 5                |

## Zweite Gruppenphase

### Obere Stärkeklasse
|    | Team           | Siege | Unent. | Ndlg. | Spiel- punkte | Diff. | Tabellen- punkte |
| -- | -------------- | ----- | ------ | ----- | ------------- | ----- | ---------------- |
| 1. | RC Toulon      | 2     | 0      | 0     | 8:3           | + 5   | 6                |
| 2. | UMS Montélimar | 0     | 1      | 1     | 3:5           | − 2   | 3                |
| 3. | Lyon OU        | 0     | 1      | 1     | 0:3           | − 3   | 3                |

|    | Team              | Siege | Unent. | Ndlg. | Spiel- punkte | Diff. | Tabellen- punkte |
| -- | ----------------- | ----- | ------ | ----- | ------------- | ----- | ---------------- |
| 1. | Castres Olympique | 1     | 1      | 0     | 11:6          | + 5   | 5                |
| 2. | USA Perpignan     | 0     | 2      | 0     | 6:6           | ± 0   | 4                |
| 3. | US Montauban      | 0     | 1      | 1     | 6:11          | − 5   | 3                |

|    | Team             | Siege | Unent. | Ndlg. | Spiel- punkte | Diff. | Tabellen- punkte |
| -- | ---------------- | ----- | ------ | ----- | ------------- | ----- | ---------------- |
| 1. | Stade Toulousain | 2     | 0      | 0     | 36:10         | + 26  | 6                |
| 2. | SC Angoulême     | 1     | 0      | 1     | 11:32         | − 21  | 4                |
| 3. | Aviron Bayonnais | 0     | 0      | 2     | 12:17         | − 5   | 2                |

|    | Team               | Siege | Unent. | Ndlg. | Spiel- punkte | Diff. | Tabellen- punkte |
| -- | ------------------ | ----- | ------ | ----- | ------------- | ----- | ---------------- |
| 1. | FC Lourdes         | 1     | 1      | 0     | 17:9          | + 8   | 5                |
| 2. | AS Soustons        | 0     | 2      | 0     | 8:8           | ± 0   | 4                |
| 3. | Stadoceste Tarbais | 0     | 1      | 1     | 11:19         | − 8   | 3                |

|    | Team      | Siege | Unent. | Ndlg. | Spiel- punkte | Diff. | Tabellen- punkte |
| -- | --------- | ----- | ------ | ----- | ------------- | ----- | ---------------- |
| 1. | SU Agen   | 1     | 1      | 0     | 15:3          | + 12  | 5                |
| 2. | CS Vienne | 1     | 0      | 1     | 7:18          | − 11  | 4                |
| 3. | RC Vichy  | 0     | 1      | 1     | 3:4           | − 1   | 3                |

|    | Team                  | Siege | Unent. | Ndlg. | Spiel- punkte | Diff. | Tabellen- punkte |
| -- | --------------------- | ----- | ------ | ----- | ------------- | ----- | ---------------- |
| 1. | Paris Université Club | 1     | 1      | 0     | 15:5          | + 10  | 5                |
| 2. | US Romans             | 1     | 0      | 1     | 11:15         | − 4   | 4                |
| 3. | US Cognac             | 0     | 1      | 1     | 0:6           | − 6   | 3                |

|    | Team                  | Siege | Unent. | Ndlg. | Spiel- punkte | Diff. | Tabellen- punkte |
| -- | --------------------- | ----- | ------ | ----- | ------------- | ----- | ---------------- |
| 1. | Racing Club de France | 1     | 1      | 0     | 12:10         | + 2   | 5                |
| 2. | CA Bègles             | 1     | 0      | 1     | 18:17         | + 1   | 4                |
| 3. | Section Paloise       | 0     | 1      | 1     | 11:14         | − 3   | 3                |

|    | Team               | Siege | Unent. | Ndlg. | Spiel- punkte | Diff. | Tabellen- punkte |
| -- | ------------------ | ----- | ------ | ----- | ------------- | ----- | ---------------- |
| 1. | AS Montferrand     | 2     | 0      | 0     | 30:8          | + 22  | 6                |
| 2. | Biarritz Olympique | 1     | 0      | 1     | 20:22         | − 2   | 4                |
| 3. | Stade Bordelais    | 0     | 0      | 2     | 9:29          | − 20  | 2                |

### Untere Stärkeklasse
|    | Team          | Siege | Unent. | Ndlg. | Spiel- punkte | Diff. | Tabellen- punkte |
| -- | ------------- | ----- | ------ | ----- | ------------- | ----- | ---------------- |
| 1. | US Tyrosse    | 2     | 1      | 0     | 68:11         | + 57  | 8                |
| 2. | Stade Montois | 2     | 0      | 1     | 30:22         | + 8   | 7                |
| 3. | Stade Nantais | 1     | 1      | 1     | 45:16         | + 29  | 6                |
| 4. | ASPTT Paris   | 0     | 0      | 3     | 3:97          | − 94  | 3                |

|    | Team               | Siege | Unent. | Ndlg. | Spiel- punkte | Diff. | Tabellen- punkte |
| -- | ------------------ | ----- | ------ | ----- | ------------- | ----- | ---------------- |
| 1. | Stade Aurillacois  | 2     | 1      | 0     | 45:0          | + 45  | 8                |
| 2. | SC Mazamet         | 2     | 1      | 0     | 40:3          | + 37  | 8                |
| 3. | UA Libourne        | 1     | 0      | 2     | 9:60          | − 51  | 5                |
| 4. | Red Star Olympique | 0     | 0      | 3     | 0:31          | − 31  | 3                |

|    | Team             | Siege | Unent. | Ndlg. | Spiel- punkte | Diff. | Tabellen- punkte |
| -- | ---------------- | ----- | ------ | ----- | ------------- | ----- | ---------------- |
| 1. | UA Gujan-Mestras | 2     | 1      | 0     | 20:10         | + 10  | 8                |
| 2. | AS Béziers       | 1     | 2      | 0     | 15:14         | + 1   | 7                |
| 3. | US Carmaux       | 1     | 1      | 1     | 10:14         | − 4   | 6                |
| 4. | USA Limoges      | 0     | 0      | 3     | 11:18         | − 7   | 3                |

|    | Team                | Siege | Unent. | Ndlg. | Spiel- punkte | Diff. | Tabellen- punkte |
| -- | ------------------- | ----- | ------ | ----- | ------------- | ----- | ---------------- |
| 1. | Stade Montluçonnais | 2     | 0      | 1     | 20:6          | + 14  | 7                |
| 2. | US Bergerac         | 2     | 0      | 1     | 16:6          | + 10  | 7                |
| 3. | RC Narbonne         | 2     | 0      | 1     | 19:22         | − 3   | 7                |
| 4. | Stade Français      | 0     | 0      | 3     | 11:32         | − 21  | 3                |

|    | Team                 | Siege | Unent. | Ndlg. | Spiel- punkte | Diff. | Tabellen- punkte |
| -- | -------------------- | ----- | ------ | ----- | ------------- | ----- | ---------------- |
| 1. | US Dax               | 2     | 0      | 1     | 24:9          | + 15  | 7                |
| 2. | US Marmande          | 1     | 1      | 1     | 9:11          | − 2   | 6                |
| 3. | Saint-Jean-de-Luz OR | 1     | 1      | 1     | 3:8           | − 5   | 6                |
| 4. | SO Millau            | 0     | 2      | 1     | 6:14          | − 8   | 5                |

|    | Team            | Siege | Unent. | Ndlg. | Spiel- punkte | Diff. | Tabellen- punkte |
| -- | --------------- | ----- | ------ | ----- | ------------- | ----- | ---------------- |
| 1. | SC Tulle        | 2     | 0      | 1     | 61:19         | + 42  | 7                |
| 2. | Saint-Girons SC | 2     | 0      | 1     | 14:16         | − 2   | 7                |
| 3. | FC Grenoble     | 2     | 0      | 1     | 19:26         | − 7   | 7                |
| 4. | US Oyonnax      | 0     | 0      | 3     | 6:39          | − 33  | 3                |

|    | Team           | Siege | Unent. | Ndlg. | Spiel- punkte | Diff. | Tabellen- punkte |
| -- | -------------- | ----- | ------ | ----- | ------------- | ----- | ---------------- |
| 1. | Stade Montois  | 3     | 0      | 0     | 38:9          | + 29  | 9                |
| 2. | FC Oloron      | 1     | 1      | 1     | 9:6           | + 3   | 6                |
| 3. | CASG Paris     | 1     | 0      | 2     | 12:15         | − 3   | 5                |
| 4. | US Fumel Libos | 0     | 1      | 2     | 3:32          | − 29  | 4                |

|    | Team            | Siege | Unent. | Ndlg. | Spiel- punkte | Diff. | Tabellen- punkte |
| -- | --------------- | ----- | ------ | ----- | ------------- | ----- | ---------------- |
| 1. | CA Brive        | 3     | 0      | 0     | 67:4          | + 63  | 9                |
| 2. | US Bressane     | 1     | 1      | 1     | 10:15         | − 5   | 6                |
| 3. | Stade Dijonnais | 1     | 0      | 2     | 14:48         | − 34  | 5                |
| 4. | AS Roanne       | 0     | 1      | 2     | 5:29          | − 24  | 4                |

## Dritte Gruppenphase
|    | Team                | Siege | Unent. | Ndlg. | Spiel- punkte | Diff. | Tabellen- punkte |
| -- | ------------------- | ----- | ------ | ----- | ------------- | ----- | ---------------- |
| 1. | Stade Toulousain    | 3     | 0      | 0     | 43:12         | + 31  | 9                |
| 2. | RC Vichy            | 1     | 0      | 2     | 17:16         | + 1   | 5                |
| 3. | UMS Montélimar      | 1     | 0      | 2     | 10:25         | − 15  | 5                |
| 4. | Stade Montluçonnais | 1     | 0      | 2     | 10:27         | − 17  | 5                |

|    | Team           | Siege | Unent. | Ndlg. | Spiel- punkte | Diff. | Tabellen- punkte |
| -- | -------------- | ----- | ------ | ----- | ------------- | ----- | ---------------- |
| 1. | AS Montferrand | 3     | 0      | 0     | 29:8          | + 21  | 9                |
| 2. | US Montauban   | 2     | 0      | 1     | 27:19         | + 8   | 7                |
| 3. | SC Tulle       | 1     | 0      | 2     | 6:13          | − 7   | 5                |
| 4. | SC Angoulême   | 0     | 0      | 3     | 6:28          | − 22  | 3                |

|    | Team            | Siege | Unent. | Ndlg. | Spiel- punkte | Diff. | Tabellen- punkte |
| -- | --------------- | ----- | ------ | ----- | ------------- | ----- | ---------------- |
| 1. | CS Vienne       | 3     | 0      | 0     | 15:3          | + 12  | 9                |
| 2. | RC Toulon       | 1     | 1      | 1     | 17:12         | + 5   | 6                |
| 3. | Section Paloise | 1     | 1      | 1     | 19:20         | − 1   | 6                |
| 4. | US Dax          | 0     | 0      | 3     | 14:30         | − 16  | 3                |

|    | Team               | Siege | Unent. | Ndlg. | Spiel- punkte | Diff. | Tabellen- punkte |
| -- | ------------------ | ----- | ------ | ----- | ------------- | ----- | ---------------- |
| 1. | SU Agen            | 3     | 0      | 0     | 70:5          | + 65  | 9                |
| 2. | Biarritz Olympique | 2     | 0      | 1     | 26:50         | − 24  | 7                |
| 3. | Lyon OU            | 0     | 1      | 2     | 10:29         | − 19  | 4                |
| 4. | CA Brive           | 0     | 1      | 2     | 0:22          | − 22  | 4                |

|    | Team            | Siege | Unent. | Ndlg. | Spiel- punkte | Diff. | Tabellen- punkte |
| -- | --------------- | ----- | ------ | ----- | ------------- | ----- | ---------------- |
| 1. | FC Lourdes      | 2     | 1      | 0     | 27:6          | + 21  | 8                |
| 2. | US Romans       | 1     | 2      | 0     | 10:3          | + 7   | 7                |
| 3. | Stade Bordelais | 1     | 1      | 1     | 8:17          | − 9   | 6                |
| 4. | Stade Montois   | 0     | 0      | 3     | 6:25          | − 19  | 3                |

|    | Team                  | Siege | Unent. | Ndlg. | Spiel- punkte | Diff. | Tabellen- punkte |
| -- | --------------------- | ----- | ------ | ----- | ------------- | ----- | ---------------- |
| 1. | USA Perpignan         | 2     | 1      | 0     | 43:8          | + 35  | 8                |
| 2. | Stadoceste Tarbais    | 2     | 0      | 1     | 31:15         | + 16  | 7                |
| 3. | UA Gujan-Mestras      | 1     | 0      | 2     | 14:54         | − 40  | 5                |
| 4. | Racing Club de France | 0     | 1      | 2     | 9:20          | − 11  | 4                |

|    | Team                  | Siege | Unent. | Ndlg. | Spiel- punkte | Diff. | Tabellen- punkte |
| -- | --------------------- | ----- | ------ | ----- | ------------- | ----- | ---------------- |
| 1. | Paris Université Club | 2     | 1      | 0     | 22:5          | + 17  | 8                |
| 2. | AS Soustons           | 2     | 0      | 1     | 10:17         | − 7   | 7                |
| 3. | Aviron Bayonnais      | 1     | 0      | 2     | 31:16         | + 15  | 5                |
| 4. | Stade Aurillacois     | 0     | 1      | 2     | 3:28          | − 25  | 4                |

|    | Team              | Siege | Unent. | Ndlg. | Spiel- punkte | Diff. | Tabellen- punkte |
| -- | ----------------- | ----- | ------ | ----- | ------------- | ----- | ---------------- |
| 1. | Castres Olympique | 2     | 0      | 1     | 33:10         | + 23  | 7                |
| 2. | US Tyrosse        | 2     | 0      | 1     | 20:12         | + 8   | 7                |
| 3. | US Cognac         | 2     | 0      | 1     | 9:12          | − 3   | 7                |
| 4. | CA Bègles         | 0     | 0      | 3     | 8:36          | − 28  | 3                |

## Finalphase

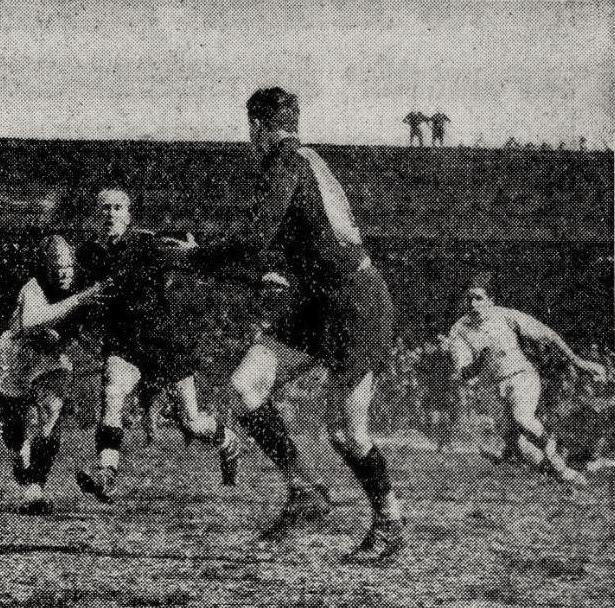
Spielszene im Finale zwischen Stade Toulouse und SU Agen

### Achtelfinale
| Datum        | Begegnung                              | Ergebnis |
| ------------ | -------------------------------------- | -------- |
| 2. März 1947 | Stade Toulousain – RC Toulon           | 16:3     |
| 2. März 1947 | US Romans – USA Perpignan              | 07:0     |
| 2. März 1947 | AS Montferrand – Biarritz Olympique    | 13:3     |
| 2. März 1947 | FC Lourdes – US Tyrosse                | 10:8     |
| 2. März 1947 | SU Agen – RC Vichy                     | 06:0     |
| 2. März 1947 | Castres Olympique – Stadoceste Tarbais | 19:0     |
| 2. März 1947 | Paris Université Club – US Montauban   | 03:0     |
| 2. März 1947 | AS Soustons – CS Vienne                | 10:3     |

### Viertelfinale
| Datum        | Begegnung                           | Ergebnis |
| ------------ | ----------------------------------- | -------- |
| 9. März 1947 | Stade Toulousain – US Romans        | 3:0      |
| 9. März 1947 | AS Montferrand – FC Lourdes         | 7:5      |
| 9. März 1947 | SU Agen – Castres Olympique         | 8:0      |
| 9. März 1947 | Paris Université Club – AS Soustons | 0:0      |

### Halbfinale
| Datum         | Begegnung                         | Ergebnis |
| ------------- | --------------------------------- | -------- |
| 30. März 1947 | Stade Toulousain – AS Montferrand | 20:4     |
| 30. März 1947 | SU Agen – Paris Université Club   | 25:3     |

### Finale
| 13. April 1947 | Stade Toulousain                                                             | 10 : 3  | SU Agen              | Stade des Ponts-Jumeaux, Toulouse Zuschauer: 25.000 Schiedsrichter: Maurice Delmas |
| 13. April 1947 | Versuche: Caraguel (1) Straftritte: Bergougnan (1) Dropgoals: Bergougnan (1) | Bericht | Versuche: Ferria (1) | Stade des Ponts-Jumeaux, Toulouse Zuschauer: 25.000 Schiedsrichter: Maurice Delmas |

Aufstellungen
Stade Toulousain: Roger Baque, Robert Barran, Yves Bergougnan, André Brouat, Albert Caraguel, Henri Dutrain, Émile Fabre, Jean Gaulène, Pierre Gaussens, Henri Jolivet, Jacques Larzabal, Félix Lopez, André Melet, Yves Noé, François Sanchez
SU Agen: Guy Basquet, Georges Bernadeau, Émile Béziat, Camille Bonnet, Roger Bonnet, Joseph Carabignac, Jean Clavé, Albert Ferrasse, Fernand Ferria, Pierre Genestine, Albert Gommes, Jacques Gomis, Robert Landes, Félix Martin, Michel Pomathios